# Conseil Savoie Mont Blanc
Pour les articles homonymes, voir APS.
Le Conseil Savoie Mont Blanc, anciennement dénommé Assemblée des Pays de Savoie ou APS, est un établissement public français, doté de la personnalité civile et de l'autonomie financière, créé le 14 février 2001 par les conseils généraux des départements de la Savoie et de la Haute-Savoie dans l’optique d'une réunification et de projets communs.
Cette création fait ainsi évoluer l’Entente régionale de Savoie, une coopération interdépartementale créée en 1983.
Le Conseil est une réponse institutionnelle et politique aux mouvements tant régionalistes que séparatistes locaux. Il s'agit pour les conseils départementaux de s'engager dans une démarche commune à l'heure où la question des territoires se pose de façon plus accrue.

## Historique

### L’idée d’une région Savoie

Logo de l'assemblée des Pays de Savoie

Territoires appartenant aux États de Savoie, avant 1860, les pays de Savoie sont divisés en deux départements de la Savoie et de la Haute-Savoie. À partir des années 1970, par l'intermédiaire du Mouvement Région Savoie, une minorité de Savoyards lance l'idée de la création d'une région Savoie, à la faveur de la régionalisation organisée par la loi du 5 juillet 1972, dite « loi Pompidou ». Une série d'actions est lancée à travers la Savoie.
Les hommes politiques sont divisés sur la question de la création d'une région Savoie et le vote dans les deux assemblées départementales, en 1973, se termine par l'abandon de cette idée. Le conseil général de Savoie refuse cette création cependant que celui de la Haute-Savoie en prend acte.

### L’Entente régionale de Savoie
Il faut attendre le 8 avril 1983 pour que, sur une idée de Louis Besson, les deux conseils décident de la création d'un établissement public, l’Entente régionale de Savoie, permettant la gestion commune d'un certain nombre de compétences en matière de tourisme, d'agriculture ou d'enseignement supérieur. 
Toutefois, cette structure a du mal à fonctionner et les tensions entre les personnalités des deux départements perdurent. Une nouvelle dynamique est lancée en 1998 à la suite de l'obtention par la Ligue savoisienne d'un siège au Conseil régional de Rhône-Alpes.

### L’Assemblée des Pays de Savoie
La volonté de collaboration est réaffirmée lors des séances plénières de l'abbaye de Tamié, le 16 avril 1999, puis au château de Clermont, le 20 juillet 2000. Il faut attendre le 14 février 2001 pour que les présidents Hervé Gaymard pour la Savoie et Ernest Nycollin pour la Haute-Savoie produisent une déclaration commune qui est approuvée à l'unanimité, le 17 septembre suivant par l'ensemble des 71 conseillers généraux des deux départements, donnant ainsi naissance officiellement à l'Assemblée des Pays de Savoie. Sa première réunion a lieu, le 17 décembre au conseil général de la Haute-Savoie.

### Projet d'une collectivité unique
Hervé Gaymard se prononce dans les médias locaux pour la création d'un Conseil des Pays de Savoie : « J'ai toujours été un ardent militant de l'unité savoyarde, car elle me semble aller de soi. (...) Mais aujourd'hui, il faut aller plus loin. (...) Je reste opposé à la création d'une Région coûteuse et redondante, qui se superposerait aux deux Conseils Généraux actuels. En revanche, je suis très favorable et je consacrerai toute mon énergie à la création d'un Conseil des Pays de Savoie, qui unifierait les deux Conseils Généraux, avec au surplus toutes ou partie des compétences exercées aujourd'hui par le conseil régional. ». L'idée se place dans la ligne de la proposition de Michel Barnier de fusionner des deux départements dans les années 1990,.
Une nouvelle étape est franchie le 11 juillet 2014. Tandis que le gouvernement de Manuel Valls projette de réformer la carte des régions françaises et prévoit la suppression des conseils généraux à l'horizon 2021, Hervé Gaymard et Christian Monteil proposent la création d'une collectivité territoriale unique nommée Savoie Mont Blanc, incluant dans ses limites géographiques les deux départements et dont l'assemblée élue se substituerait aux deux conseils départementaux et à l'Assemblée des Pays de Savoie.
Hervé Gaymard, comme député de la Savoie, dépose un amendement dans ce sens à l'Assemblée nationale, dans le cadre de l'examen du projet de loi sur la réforme territoriale,.

### Le Conseil Savoie Mont Blanc
Le 8 juillet 2016, le conseil d'administration de l'Assemblée des Pays de Savoie officialise la nouvelle dénomination de « Conseil Savoie Mont Blanc », accompagnée d'une nouvelle identité visuelle.
Le 13 juin 2022, le conseil départemental de la Haute-Savoie, dirigé par Martial Saddier, vote à la majorité pour la dissolution. Le président du conseil départemental haut-savoyard avance le fait que la structure actuelle n'est plus adaptée,. Son homologue savoyard, Hervé Gaymard, déplore une décision unilatérale. La mise en place de cette dissolution n'est pas encore effective en 2023 et semble renvoyée à 2024.

## Objectifs
L'objectif de l’Assemblée des Pays de Savoie à sa création est de conduire et/ou financer toutes les actions à caractère interdépartemental, quel que soit le domaine concerné.
- Tourisme et grands événements :
  - Renforcement de l'image de la destination Savoie Haute-Savoie[9], qui a pris le nom de Savoie Mont Blanc ;
  - Placement du tourisme dans une démarche de développement durable ;
  - Renforcement de l'impact de la Maison de Savoie à Paris ;
  - Amélioration de la qualité de l'offre ;
  - Recherche d'une nouvelle clientèle sur les marchés lointains ;
  - Lancement en 2005 d'un plan pour l'hôtellerie de plein air (campings) ;
  - Soutien financier à la première édition de La Grande Odyssée, raid de chiens en traîneau de 12 jours en janvier 2005 ;
  - Soutien financier à l'opération « Champs de neige » à Paris en décembre 2005.
- Culture et patrimoine :
  - Soutien financier à l'Orchestre des Pays de Savoie qui existe depuis 1984 et mène des actions de sensibilisations auprès des étudiants, des lycéens et des collégiens ;
  - Soutien financier aux bibliothèques, manifestations littéraires, lecture et lien social[10] à travers la Direction de la lecture publique Savoie-biblio[11] et à l'évaluation du réseau des bibliothèques des Pays de Savoie, préalablement à la définition et à la mise en place d'un plan de développement de la lecture publique pour la période 2015-2020[12].;
  - De 2001 à 2005, l'APS a soutenu la chaîne de télévision locale TV8 Mont-Blanc en finançant des programmes présentant et défendant l'identité culturelle des Pays de Savoie ;
  - Lancement en 2005 d'un « musée virtuel sur internet »[13]
- Enseignement supérieur :
  - Soutien financier à l'Université de Savoie afin d'amplifier son implication territoriale et son attractivité nationale et européenne ;
  - Augmentation des bourses doctorales de recherche dans quatre pôles prioritaires (mécatronique et management, écotechnique, montagne et imagerie) ;
  - Soutien financier en 2005 au nouvel Institut de la Montagne.
- Agriculture :
  - Soutien financier aux filières agricoles dans le cadre d'une démarche qualitative des productions et de valorisation des produits des Pays de Savoie, à travers « Agripromo Pays de Savoie » et « Marque collective Savoie » .
- Environnement :
  - Soutien financier à la connaissance et la surveillance de la qualité de l'air, à travers l'association « L'Air de l'Ain et des Pays de Savoie » ;
  - Soutien financier à l'« Espace nature Mont-Blanc » et au « Parc naturel régional du massif des Bauges » ;
  - Jusqu'en 2006, soutien financier au « réseau alpestre francophone » qui a pour vocation la promotion de l'économie alpestre et la mise en valeur du patrimoine, de la culture et des arts alpestres.

## Organisation

### Siège
Après avoir été hébergé dans les locaux du conseil général de la Savoie à Chambéry depuis 2001, le siège se situe à Annecy depuis 2013.

### Administration
Le Conseil Savoie Mont Blanc est dirigé par un conseil d'administration de trente membres, choisis par les conseils départementaux, et un bureau de dix membres.

### Présidents
La présidence est exercée alternativement par le président de chacun des deux conseils départementaux pour une période de trois ans. En 2021, il a été décidé que l'alternance de la présidence serait ramenée à un an. 
| Période                     | Nom               | Département  |
| --------------------------- | ----------------- | ------------ |
| 2001 - 2002                 | Ernest Nycollin   | Haute-Savoie |
| 2003 - 2004                 | Jean-Pierre Vial  | Savoie       |
| 2005 - 2006                 | Ernest Nycollin   | Haute-Savoie |
| 2006 - 2008                 | Jean-Pierre Vial  | Savoie       |
| mai 2008 - janvier 2010     | Hervé Gaymard     | Savoie       |
| janvier 2010 - juin 2011    | Christian Monteil | Haute-Savoie |
| juin 2011 - mars 2013       | Hervé Gaymard     | Savoie       |
| mars 2013 - juin 2015       | Christian Monteil | Haute-Savoie |
| juillet 2015 - 2018         | Hervé Gaymard     | Savoie       |
| 2018-2021                   | Christian Monteil | Haute-Savoie |
| septembre 2021-février 2024 | Hervé Gaymard     | Savoie       |
| Février 2024 -              | Martial Saddier   | Haute-Savoie |

### Budget
Son budget voté pour 2014 s'élève à 22,2 millions d'euros.